# Козацька вулиця (Чернігів)
Вулиця Козацька — вулиця в Новозаводському районі міста Чернігова. Пролягає від перетину проспекту Миру і вулиці Героїв Чорнобиля до перетину вулиць Любецької і Громадської.
Прилучаються вулиці Івана Рашевського, Михайла Могилянського, Рудого, Інструментальна.
Служить продовженням в західному напрямку вулиці Героїв Чорнобиля, далі Козацьку вулицю продовжує вулиця Незалежності.

## Історія
Новогромадська вулиця прокладена в 1965 році через пустир від вулиці Леніна до вулиці Громадської. Була забудована 5-поверховими житловими будинками, побудовано технікум, училище, школу.
У 1966 році відкрито «Чернігівський технікум радянської торгівлі» (будинок № 7), який крім навчальних кабінетів включав актовий і спортивний зали, бібліотеку, лабораторії, їдальню, гуртожиток. Зараз — коледж економіки і технологій ЧНТУ.
У 1968 році Новогромадська вулиця перейменована на вулицю 50 років ВКЛСМ — на честь 50-ї річниці першого з'їзду (підстави) Всесоюзної ленінської комуністичної спілки молоді.
У 1969 році відкрито «Чернігівський юридичний технікум» (вулиця Леніна, будинок № 119), який мав юридичне (з 1969) і бухгалтерське (з 1972) відділення; включав навчальний корпус з 19 аудиторіями, лабораторії, спортивний зал, бібліотеку, читальний зал, їдальню, 2 гуртожитки. Реорганізовано в «Чернігівський державний інститут права, соціальних технологій та праці» (будинок № 1 А або 1/119).
12 лютого 2016 року вулиця отримала сучасну назву Козацька, згідно з Розпорядженням міського голови В. А. Атрошенко Чернігівської міської ради № 46-р «Про перейменування вулиць і провулків міста».
19 грудня 2016 року вулиця Козацька стала ділянкою нового тролейбусного маршруту № 11, який пов'язав околиці міста, західний і східний райони, Масани і Бобровицю.

## Забудова
Вулиця пролягає в західному напрямку з невеликим ухилом на північ. Початок (східна частина) вулиці зайнято багатоповерховою житловою забудовою (5-поверхові будинки, є два 10-поверхових будинки), крім того з непарної сторони — навчальні заклади та гуртожитки. Кінець (західна частина) вулиці зайнятий територією комунальних підприємств (наприклад, автотранспортні підприємства), гаражами.
Є відгалуження (довжиною 360 м) в північно-східному напрямку — на захід від багатоквартирної забудови, що прилучається до Громадської вулиці.
Установи:
1. будинок № 1 — юридичний факультет ЧНТУ; навчально-науковий інститут права та соціальних технологій ЧНТУ і його бібліотека
2. будинок № 1 А — «Чернігівський державний інститут права, соціальних технологій та праці»
3. будинок № 2 — храм Архістратига Михаїла
4. будинок № 4 — дитсадок № 31
5. будинок № 4 Б — ліцей № 15
6. будинок № 7 — «коледж економіки і технологій ЧНТУ»
7. будинок № 11 А — «Чернігівське вище професійне училище побутового обслуговування»
8. будинок № 13 А — «Центр роботи з дітьми та молоддю за місцем проживання» Чернігівської міської ради
9. будинок № 28 — бібліотека, філіал № 1 центральної міської бібліотеки ім. М. М. Коцюбинського
10. будинок № 48 А — дитсадок № 38

Пам'ятник історії місцевого значення
1. Між будинками № 7 і 9 — "Пам'ятний знак на місці страти фашистами підпільників і мирних жителів в період окупації " (1941—1943, пам'ятний знак 1963; охоронний № 32), з охоронною зоною[7].

Меморіальні дошки:
1. Будинок № 4 Б — учаснику антитерористичної операції на сході України Олексію Коновалову — на будівлі ліцею № 15, де навчався.
2. Будинок № 7 — учаснику антитерористичної операції на сході України Віталію Вікторовичу Рябому — на будівлі коледжу, де навчався.